# Белинцаго Ломбардо
Белинцаго Ломбардо (итал. Bellinzago Lombardo) је насеље у Италији у округу Милано, региону Ломбардија.
Према процени из 2011. у насељу је живело 3722 становника. Насеље се налази на надморској висини од 131 м.

## Становништво
| 1931. | 1936. | 1951. | 1961. | 1971. | 1981. | 1991. | 2001. | 2011. |
| ----- | ----- | ----- | ----- | ----- | ----- | ----- | ----- | ----- |
| 1.582 | 1.552 | 1.772 | 1.907 | 1.827 | 2.557 | 3.102 | 3.538 | 3.810 |